# Benevello
Benevello (piemontiul: Benevel) település Olaszországban, Piemont régióban, Cuneo megyében. Lakosainak száma 470 fő (2023. január 1.). Benevello Alba, Borgomale, Diano d’Alba, Lequio Berria és Rodello községekkel határos.

## Népesség
A település népességének változása:
| Lakosok száma | 488  | 486  | 470  |
|               | 2017 | 2018 | 2023 |